# Comuna Vîsoke, Cerneahiv
Vîsoke (în ucraineană Високівська сільська рада) este o comună în raionul Cerneahiv, regiunea Jîtomîr, Ucraina, formată din satele Osnîkî și Vîsoke (reședința).

## Demografie
Componența lingvistică a comunei Vîsoke
     Ucraineană (98,72%)
     Rusă (1,22%)
Conform recensământului din 2001, majoritatea populației comunei Vîsoke era vorbitoare de ucraineană (98,72%), existând în minoritate și vorbitori de rusă (1,22%).